# ヤクストハウゼン
ヤクストハウゼン (ドイツ語: Jagsthausen) は、ドイツ連邦共和国バーデン＝ヴュルテンベルク州北部のハイルブロン郡に属す町村（以下、本項では便宜上「町」と記述する）。

## 地理

### 位置
ヤクストハウゼンは、ハイルブロン郡北東部、ヤクスト川がネッカー川に注ぐ河口から約50km遡った下流域に位置する。

### 隣接する市町村
ヤクストハウゼンに隣接する市町村は、南西から時計回りに、ハルトハウゼン・アム・コッハー、ヴィッデルン（以上2つはハイルブロン郡）、シェーンタール、フォルヒテンベルク（以上2つはホーエンローエ郡）。ヤクストハウゼンは、メックミュール、ロイクハイム、ヴィッデルンと行政共同体を形成している。

### 自治体の構成
この自治体は、ヤクストハウゼン、オルンハウゼン、プフィッツホーフの各地区からなる。

## 歴史
2世紀にローマ人たちは、現在のヤクストハウゼンに、リーメスの城砦を築いた。ヤクストハウゼンの集落は、1090年に初めて文献上で言及される。1300年頃、ヤクストハウゼンのベルリヒンゲン家が初めて記録されている。三十年戦争では、1646年8月10日にスウェーデン軍の破壊を受けた。1806年にヤクストハウゼンは、それまでの帝国騎士領から、ヴュルテンベルク王国領に移された。

### 町村合併
- 1972年1月1日: オルンハウゼン

### 地区

#### オルンハウゼン
オルンハウゼンは、781年にジークマール・フォン・オランハウゼンが全所領をロルシュ修道院に寄贈したというロルシュ文書の記載が初出である。12世紀にフーゼン家がレーエンとしてオルンハウゼンを領した。フーゼン家が断絶すると、この村はベルリヒンゲン家の所領となった。1806年にオルンハウゼンはヴュルテンベルク王国に編入された。

## 行政

### 紋章と旗
上下に分割された盾型。上部は銀地で水平に置かれた黒い腕。下部は黒地に5本スポークの銀の車。
町の旗は黒と白。
ヤクストハウゼンは、かつては、家の図柄を描いた別の紋章を持っていた。1935年に、ヴュルテンベルクの文書担当部門の賛同を得て現在の紋章に変更した。現在の紋章は、上部にゲッツ・フォン・ベルリヒンゲンの鉄の義手を、下部にベルリヒンゲン男爵の紋章が描かれている。この紋章と旗の色は、1963年3月4日にヴュルテンベルク内務省により有効となった。

## 文化と見所

### 建築

#### ヤクストハウゼン

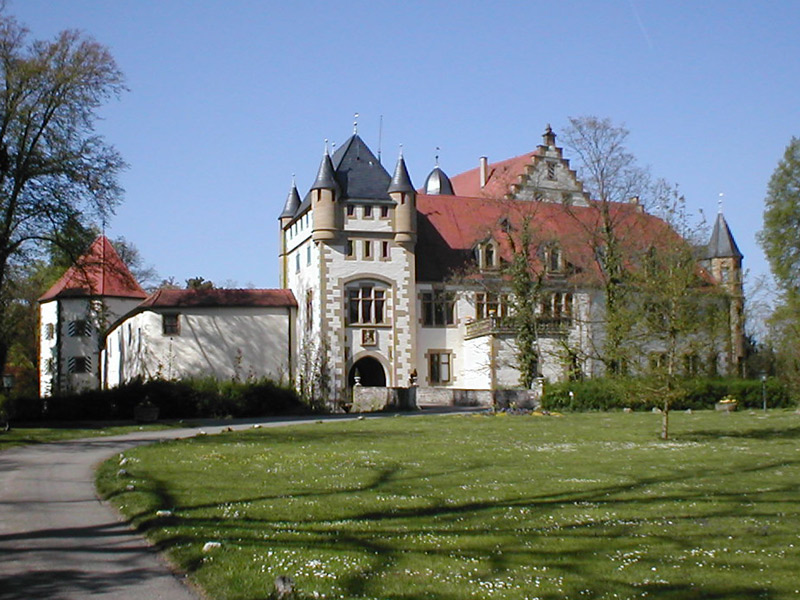
ゲッツの城

- ヤクストハウゼンには、3つの城と2つの領主館がある。これらの建築は周辺の歴史的な農場や住居とともに、魅力的な雰囲気を遺している。ヤクストハウゼン城（「古城」あるいは「ゲッツの城」とも呼ばれる）は、14世紀から15世紀に遡る歴史的な城館であり、ゲッツ・フォン・ベルリヒンゲンが幼少時代を過ごし、後年、特にゲーテの史劇『ゲッツ・フォン・ベルリヒンゲン』でその名を知られる。現在の建物は、1876年から78年に、ウルムの聖堂建築家アウグスト・フォン・バイアーにより改築、増築がなされたものである。1950年以降、この建物は夏の野外劇の舞台装置として用いられている。1572年に建設されたローテ・シュロス（赤い城）は、18世紀にファサードとマンサード屋根が増築され、現在の外観となった。ヴァイセ・シュロス（白い城）は、1792年にネオバロック様式の領主館として建設され、広い庭園が付属している。
- ゴシック様式で造られた8角形の塔を持つ福音派ヤーコブス教会は、15世紀に初めて記録されている。
- 旧町役場は、1513年の木組み建築。地区の中心にあるもう一つの町役場は、市の泉とともに、より新しい建物である。
- ゲッツの城の周辺は、町の戦没者記念碑と2つの連隊記念碑がある、これは、城趾の小塔基部にはめ込まれている。
- 地区の中心部には、ローマ浴場の考古学的遺産と野外博物館がある。

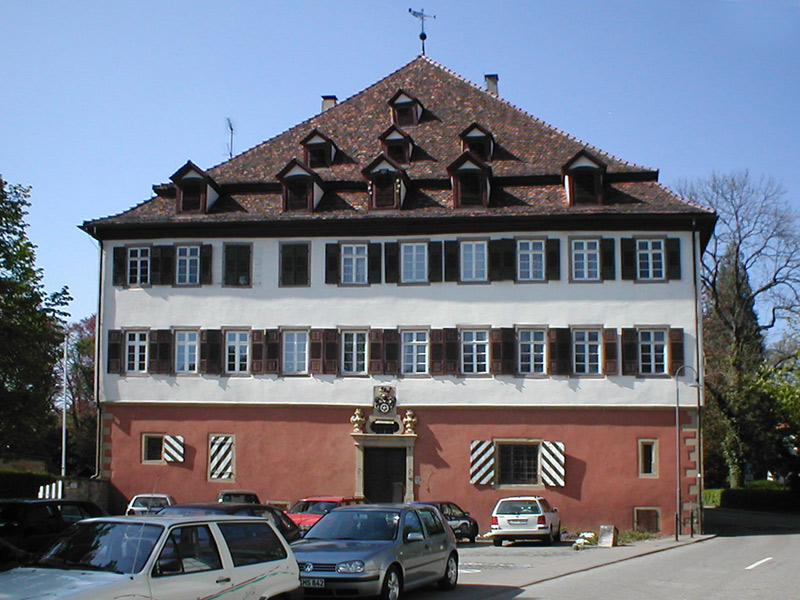
赤い城
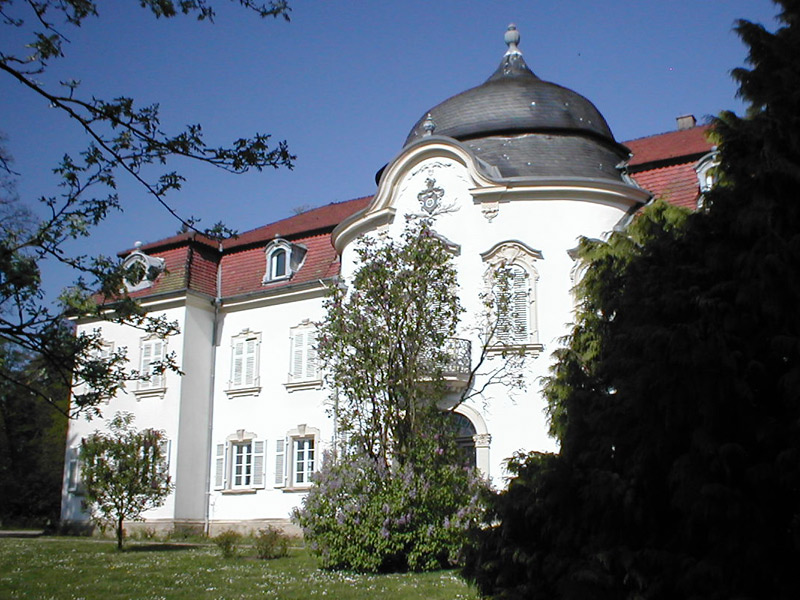
白い城
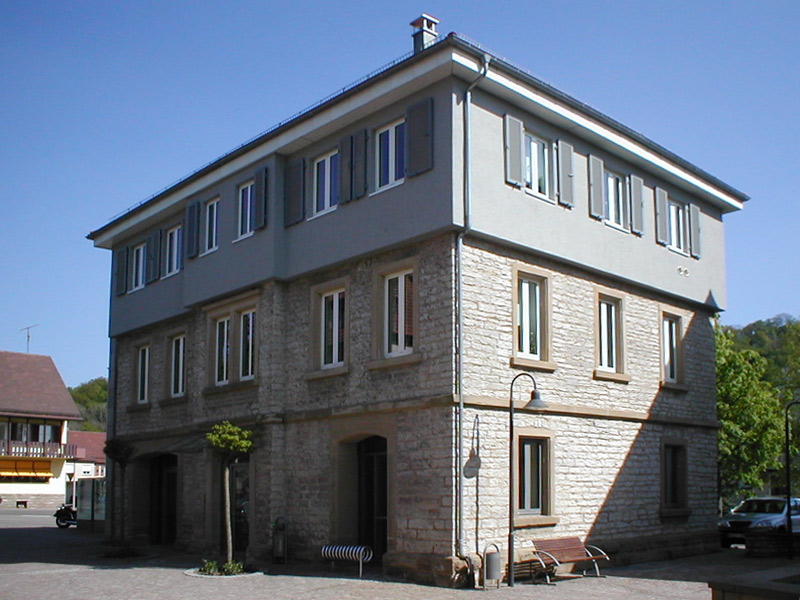
町役場
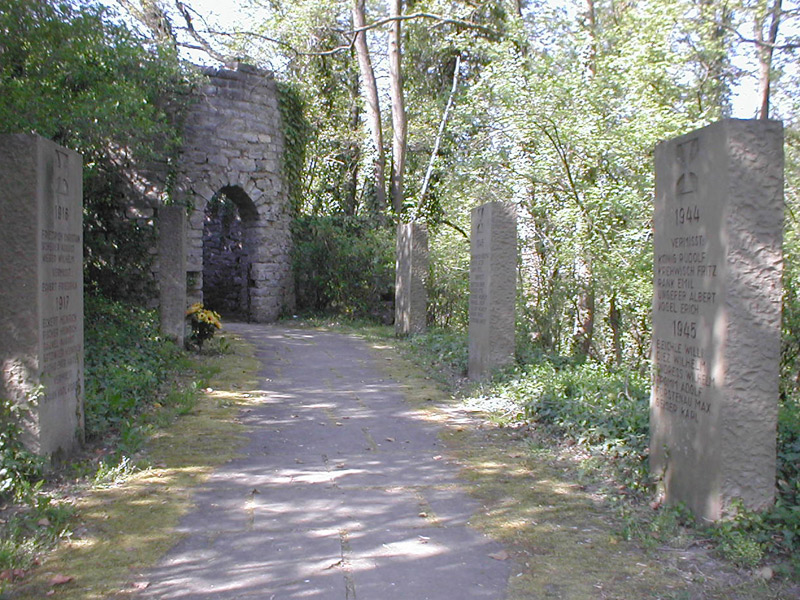
戦没者記念碑

#### オルトハウゼン地区
見応えのあるヨハネス教会はオルトハウゼン地区にある。ヨハネス教会ができる前、すでに13世紀に建てられた礼拝堂が同じ広場にあり、ヴィッデルンの聖母教会が管轄していた。ヨハネス教会は1408年に建設された。その後、司祭館が崩れてしまい、オルンハウゼンでは宗教儀礼が執り行えなくなってしまった。このためベルリヒンゲン家は、ヤクストハウゼンからオルトハウゼンに聖職者を補充させた。現在までオルトハウゼンにはヤクストハウゼンから聖職者が派遣されている。この教会にはローマ時代の祭壇石、1668年のキリスト十字架像、1796年のメツラー・オルガンがある。最も古い鐘は1510年製である。聖具室への入り口近くに、1408年にラインハルト司教によって建設された旨の、石工の書き込みが遺されている。

### 劇場
ヤクストハウゼンの魅力の一つに、毎年6月から8月に開催される城館祝祭演劇祭（芝居、子供劇、ミュージカル、コンサート）がある。

### 博物館
旧町役場にはフリードリヒ＝クラプフ博物館があり、2000点以上のローマ時代の出土品が展示されている。ゲッツの城の城館博物館には、ゲッツ・フォン・ベルリヒンゲンの本物と言い伝えられている鉄の義手やローマ時代の遺物がある。1994年以降、ヤクストハウゼンでは毎年、著名な芸術家の作品を展示する彫刻展示会が催されている。

### 年中行事
5月から10月まで、毎月最初の日曜日にトラウテンホーフでオートバイ礼拝式が開催され、平均1200人の訪問者が参加する。

## 経済と社会資本

### 交通
この街の重要な交通路は、ヤクスト川の渓谷を走る道路である。ハイルブロンまでは約40km、シュヴェービッシュ・ハルや鉄道および交通の分岐点であるクライルスハイムまでは、それぞれ約50kmの距離にある。メックミュールにはアウトバーンA81号線のインターチェンジがある。この地域の最寄り駅は、フランケン鉄道のメックミュールの駅である。狭軌鉄道のヤクストタール鉄道（メックミュール - デルツバッハ）がヤクストハウゼンを経由していたが、1988年に廃線となった。

### 地元企業
- Heimo Animated Attractions Mordelt GmbH （遊園地などのフィギュア作製）
- Gartenfrisch Jung GmbH （野菜やサラダの納入業者）
- Beck GmbH （キッチン用品）

### メディア
ヤクストハウゼンでの出来事は、日刊紙のHeilbronner Stimmeの北東版が報じる。

## 人物

### ゆかりの人物
- ゲッツ・フォン・ベルリヒンゲン（1470年頃 - 1563年）シュヴァーベンの帝国騎士

## 引用
1. ↑  Statistisches Landesamt Baden-Württemberg – Bevölkerung nach Nationalität und Geschlecht am 31. Dezember 2023 (CSV-Datei)